# Plaça Major de Flix
La Plaça Major és una plaça dins del nucli urbà de la vila de Flix, al bell mig del terme i en la confluència del carrers Gombau, Lleida, Major i de les Tendes. Plaça d'origen medieval. Vers el 1360 el rei Pere III va concedir a la vila el privilegi de fer mercat setmanal tots els dimarts, que es va realitzar en aquesta mateixa plaça. Plaça de planta més o menys triangular actualment arranjada, delimitada per edificis rectangulars distribuïts, majoritàriament, en planta baixa, dos pisos i golfes, tot i que alguns han estat rehabilitats en els últims temps. A la banda delimitada pels carrers Major i Gombau trobem una porxada formada per quatre arcades d'arc rebaixat bastides en pedra ben desbastada, que configuren un dels porxos de la vila. A l'extrem oposat al porxo, a la façana de la casa que forma cantonada amb el carrer Lleida, es conserva una antiga cana utilitzada per mesurar, amb el corresponent plafó explicatiu instal·lat per l'ajuntament de la població. A la part superior d'aquest edifici hi ha un meritori rellotge de sol. Se sap que a partir dels anys setanta, en un dels laterals de la plaça hi havia un fris dedicat a la sardana, que actualment no es troba en aquest lloc.